# Vol 056 de Med Jets
El Vol Med Jets 056 va ser un vol de d'evacuació mèdica des de l'Aeroport del nord-est de Filadèlfia fins a l'Aeroport Internacional de Tijuana, amb una parada per reabastir-se a l'Aeroport Nacional Springfield–Branson. El 31 de gener de 2025, el Learjet 55, operat per Med Jets SA de CV en nom de Jet Rescue Air Ambulance, es va estavellar a Filadèlfia, Pennsilvània, poc després de l'enlairament, tot matant tots els ocupants del vol.
Sis persones, inclosa una jove pacient i la seva mare, es trobaven a bord. L'aeronau va xocar contra diversos edificis i vehicles durant l'incident, va causar un incendi i explosions i va matar una persona a terra.

## Antecedents

### Aeronau
L'aeronau implicada era un Learjet 55 fabricat el 1982 i operat per Jet Rescue Air Ambulance. Tenia el número de registre XA-UCI i el codi de sèrie AC 55-032. Segons una declaració de l'Administració Federal d'Aviació (FAA), l'aeronau va enlairar-se de la pista 24 de Aeroport del nord-est de Filadèlfia a les 6:06 p.m., en direcció a Aeroport Nacional Springfield–Branson a Springfield (Missouri).

### Meteorologia
Les dades meteorològiques locals registrades pel Servei Nacional de Meteorologia dels EUA indicaven la presència de pluja lleugera, núvols i boires i un vent de 50 km/h registrats poc abans de les 18:00 a Filadèlfia. La visibilitat s'estimava en 10 km.

### Passatgers i tripulació
Segons l'FAA i el Secretari de Transport dels Estats Units, Sean Duffy, sis persones es trobaven a bord de l'avió. Es tractava d'un vol mèdic, amb quatre pacients i dues persones en qualitat de tripulació. Les víctimes eren ciutadans mexicans, incloent-hi una dona i la seva filla adolescent.
El vol tenia com a destinació Tijuana, Mèxic.

## Accident

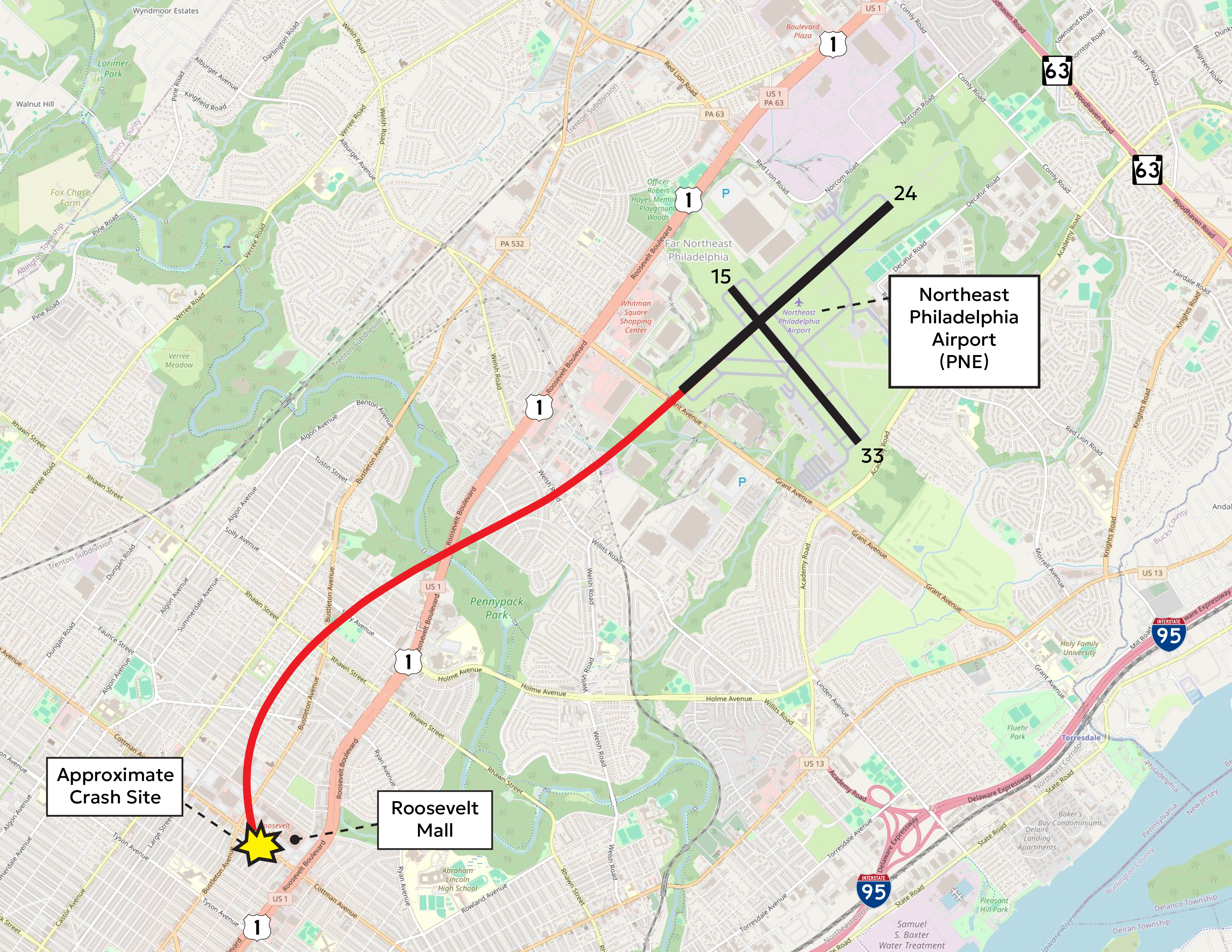
Mapa del vol.

Un testimoni visual, Chris Carr, va informar que el vol va començar a enlairar-se de la pista 24 cap al sud, però immediatament després va perdre alçada i es va acabar estavellant al Roosevelt Mall, tot creant una gran explosió i un incendi. Els bombers i els serveis d'emergències van arribar a l'escena poc després. Les autoritats van confirmar que cap dels tripulants havia sobreviscut. Diversos mitjans de comunicació locals van transmetre en directe l'extinció de l'incendi per part dels bombers.
Una persona a terra, que es trobava dins d'un cotxe, va morir. Diverses cases, negocis a la zona del Roosevelt Mall i vehicles van ser incendiats pel xoc. Més incendis es van estendre posteriorment a cases properes. Dinou persones a terra van resultar ferides, almenys tres d'elles en estat crític. Sis víctimes a terra van ser hospitalitzades amb diferents graus de ferides per cremades. Tres dels ferits van ser tractats i donats d'alta el mateix dia. Entre els ferits hi havia una persona que va rebre un cop al cap per un tros de les restes de l'accident mentre menjava dins d'un restaurant.
L'accident és el segon que involucra Jet Rescue Air Ambulance, amb el primer el 2023, quan un Learjet 35 operat per l'empresa va estar implicat en una excursió de pista després d'aterrar a l'Aeroport de Cuernavaca, Mèxic, que va matar les quatre persones a bord.

## Conseqüències
L'FAA va ordenar una aturada a terra a l'Aeroport del Nord-est de Filadèlfia després de l'accident. El Departament de Policia de Filadèlfia va iniciar una resposta d'emergència a tota la ciutat per aturar l'extensió dels incendis causats per l'estavellament. L'Oficina de Gestió d'Emergències de Filadèlfia va establir tancaments de carreteres a la zona de l'accident i va demanar als ciutadans que no s'acostessin a l'àrea.

## Investigació
L'FAA ha anunciat que investigarà l'accident, amb la direcció de la National Transportation Safety Board (NTSB).
L'exinvestigador de l'NTSB, Alan Diehl, va dir que les possibles causes de l'accident podrien incloure un mal manteniment de l'avió o una possible manca d'experiència de la tripulació.
El 2 de febrer, l'NTSB va recuperar el caixa negra i l'EGPWS, que podrien contenir dades de vol i que han de ser enviats al Laboratori de Gravadors de Vehicles de l'NTSB, a Washington, D.C., per a l'avaluació.

## Respostes
El president dels EUA, Donald Trump, va descriure l'incident com una pèrdua tràgica d'"ànimes innocents" i va elogiar els esforços dels equips d'emergències. Trump va declarar: "La nostra gent hi està totalment implicada," i va afegir: "Que Déu us beneeixi a tots."
El governador de Pennsilvània, Josh Shapiro, i la seva oficina van coordinar-se amb l'alcaldessa de Filadèlfia, Cherelle Parker, amb l'Oficina de Gestió d'Emergències, amb el Departament de Policia de Filadèlfia i amb el Departament de Bombers de Filadèlfia per als esforços de resposta, i van declarar que tots els recursos estatals estaven disponibles per a l'assistència.
El conseller Mike Driscoll del 6è districte del Consell Municipal de Filadèlfia i president del Comitè de Transports i Serveis Públics va descriure la situació com una resposta d'emergència activa amb víctimes massives declarades. Va demanar al públic que evitessin l'àrea i va subratllar el focus en ajudar els equips d'emergència i les famílies afectades.
La presidenta de Mèxic Claudia Sheinbaum va expressar les seves condolències per les víctimes de l'accident i va ordenar al Secretari d'Afers Exteriors que brindés assistència a les famílies afectades.